# إليانور روبسون
إليانور روبسون (بالإنجليزية: Eleanor Robson)‏ هي مؤرخة الرياضيات ورياضياتية بريطانية، ولدت في 1969.